# Leptodontium dentatum
Leptodontium dentatum là một loài rêu trong họ Pottiaceae. Loài này được (Mitt.) Kindb. mô tả khoa học đầu tiên năm 1888.